# Roche-Éponge
La roche du Cinq-Mai, dite Roche-Éponge, est une formation géologique monumentale située dans la forêt de Fontainebleau, en France. Remarquée pour sa morphologie particulière, un projet au XIXe siècle prévoit son déplacement comme monument en ville, sans qu'il n'aboutisse. À ses débuts, elle aussi désignée par le Madrépore, le Polypier, la Morille, l'Ossuaire ou encore la Sans-Pareille.

## Situation et accès
Le monument est situé entre les routes Baudrillard et de la Reine-Amélie, au nord-est de la forêt de Fontainebleau et du territoire communal de Fontainebleau. Plus largement, il se trouve dans le département de Seine-et-Marne, en région Île-de-France.

## Histoire

### Découverte
Claude-François Denecourt découvre cette roche le 5 mai 1866. Ainsi en fait-il le récit dans l'un de ses Indicateur de Fontainebleau (guides Denecourt) :

« Elle était ensevelie, couverte par un amas de décombres et de détritus de grès, lorsqu'en cherchant parmi ces décombres quelques débris de roches pour servir à la fontaine Dorly, j'entrevis tout à coup comme une petite pierre curieusement dentelée. Voulant la ramasser et m'apercevant qu'elle avait de la profondeur, je fis des fouilles pour la dégager et ma joie ne faisait qu'augmenter, car cette petite pierre devenait de plus en plus grande et plus curieuse, de sorte que pour la dégager entièrement et retirer les sables qui emplissaient toutes ses cellules, toutes ses capricieuses cavités, tous ses intéressants détails, il a fallu un travail assez long et minutieux. Ensuite, pour achever sa mise en lumière et la rendre visible, j'ai fait ouvrir plusieurs sentiers et exhausser une sorte de belvédère tout auprès afin de pouvoir en comtempler parfaitement la partie supérieure qui est la plus intéressante. »

— Claude-François Denecourt
Denecourt fait connaître sa nouvelle dans le journal local L'Abeille de Fontainebleau du 10 juin où l'on évoque la découverte d'une « roche d'autant plus intéressante qu'elle est vraisemblablement unique en son genre » qui représenterait « un attrait nouveau ajouté aux délicieux points de vue qu'offre la promenade de la route Amélie et du Calvaire »,. De nombreux noms sont tour à tour attribués à la roche : la « Roche-Éponge », le « Madrépore », le « Polypier », la « Morille », l'« Ossuaire » ou bien la « Sans-Pareille ». Denecourt lui préfère finalement le nom de « roche du Cinq-Mai », « non pas précisement à cause du jour où elle [lui] est apparue », comme il l'explique, mais parce qu'aucune des dénominations citées ne lui « a semblé caractériser suffisamment sa physionomie multiforme et ses détails aussi divers que nombreux »,. Les guides Denecourt-Colinet plus tardifs optent finalement pour la « Roche-Éponge ».

### Tourisme et sauvegarde
Pour sa forme remarquable, elle connaît du succès et attire de nombreux touristes,. Une guingette est ouverte à ses voisinages. La roche devient cependant la proie à de nombreux vandalismes, certains visiteurs souhaitant en emporter un souvenir. Pour la protéger de plus amples dégâts, on y poste Desnoyers, dit le père La Tuile, qui y cumule les emplois de conservateur et de limonadier. Pour éviter le même sort que la grotte aux Cristaux, Denecourt songe à transporter la roche dans la ville de Fontainebleau pour la mettre sous surveillance. Il soumet le projet au maire, Denis Guérin, qui saisit le conseil municipal lors de sa séance du 17 novembre 1866 : il transmet la demande de Denecourt de transporter la roche dans l'un des jardins du château ou dans le square Napoléon-III (actuellement, place Napoléon-Bonaparte). L'architecte de la Ville, Lebois, est consulté et évalue la dépense à environ 10 000 francs, « sans certitude de succès par suite de la nécessité de couper cette roche en plusieurs morceaux pour en permettre le transport », puisqu'on estime sa masse à une cinquantaine de tonnes,. De plus, il estime le besoin de faire ouvrir à cet effet une route tout exprès et de faire établir des équipages spéciaux. Le conseil ne donne pas suite à ce projet, mais vote cependant, le 22 novembre, la construction d'un entourage pour préserver la roche des dégradations. Une barrière métallique est mise en place autour de la roche, comme en témoigne Plouchart en 1925.
Dans la 17e édition de son Indicateur, Denecourt déclare :

« Nous espérions, que d'une façon ou d'une autre, on aurait sauvegardé cette très curieuse roche qui n'a cessé d'attirer la foule des visiteurs depuis qu'elle est découverte. Aujourd'hui, nous ne l'espérons plus, à moins que la Ville de Paris, plus disposée que la Ville de Fontainebleau à la posséder dans un de ses squares ne vienne la soustraire à sa destruction inévitable. »,

— Claude-François Denecourt
Plouchart, quant à lui, commente ainsi dans son ouvrage cet état de fait :

« Devons-nous regretter que la Roche-Éponge n'ait pu être érigée sur la place Denecourt actuelle ? Peut-être... Esthétique pour esthétique, au taureau de bronze qui en fait aujourd'hui l'ornement, agrandissement d'une maquette symbolisant, paraît-il, le talent d'une peintresse, on peut préférer la Roche-Éponge sculptée par la nature, figure autrement suggestive du caractère forestier qu'elle aurait représentée. »

— Eugène Plouchart

## Structure
D'après la description de Claude-François Denecourt, l'ensemble « offre l'aspect d'une formidable éponge ou plutôt celui d'un assemblage d'ossements, de carcasses pétrifiées, où apparaissent des squelettes, des têtes, des figures de toutes espèces d'êtres naturels et fabuleux ».